# Pedro Vargas

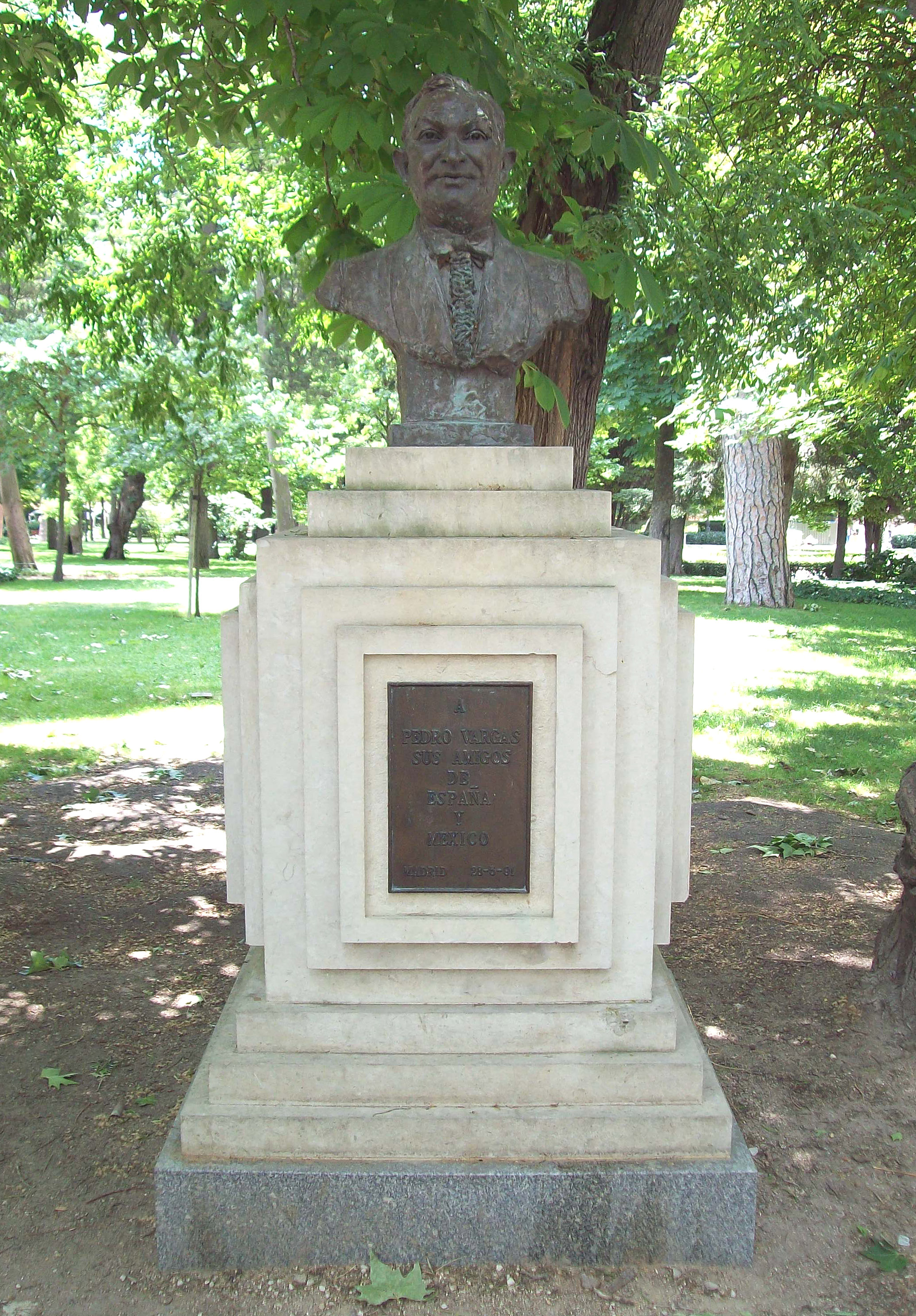
Büste von Pedro Vargas in Madrid

Pedro Vargas Mata (* 29. April 1904 in San Miguel de Allende, Guanajuato; † 30. Oktober 1989 in Mexiko-Stadt) war einer der populärsten mexikanischen Sänger des 20. Jahrhunderts.
Vargas begann seine musikalische Laufbahn als Operntenor. Er sang ab 1917 in einem Schulchor und begann ein Medizinstudium, bevor er am mexikanischen Nationalkonservatorium eine Gesangsausbildung absolvierte. 1928 debütierte er als Turidu in der Oper Cavalleria rusticana von Pietro Mascagni und unternahm in der Folge eine Konzertreise durch die USA.
Am 12. September 1931 heiratete er María Teresa Camo Jáuregui. Mit ihr hatte er 4 Kinder: Pedro, Mario, Marcelo und Alejandro.
Er wechselte bald zur lateinamerikanischen Musik, die er in Europa, Asien, vor allem aber in den USA bekannt machte. Er trat vor den Präsidenten Franklin D. Roosevelt und Harry S. Truman auf und war in den 1950er Jahren der Star im ausverkauften Million Dollar Theater in Los Angeles. Bekannt wurden Lieder wie Flor de Lis, Solamente Una Vez, Mi Vida, Rosa, Maria Bonita, Granada, Mujer, Portenita Mia, Me Fui, Tu Me Haces Falta und Piel Canela.
Vargas galt als einer der besten Interpreten der Lieder Agustín Laras. Er trat mit Sammy Davis junior auf und war mit Frank Sinatra und Julio Iglesias befreundet, mit dem er eine seiner letzten Platten aufnahm. Seine Alben erschienen ein halbes Jahrhundert lang bei RCA Records. Daneben trat Vargas ab 1937 in achtzig mexikanischen Filmen auf und leitete zehn Jahre lang das Fernsehprogramm The Studio of Don Pedro Vargas.